# 纪念列宁诞辰一百周年奖章
弗拉基米爾·伊里奇·列寧誕辰一百週年奖章（俄语：Юбилейная медаль «В ознаменование 100-летия со дня рождения Владимира Ильича Ленина»）是蘇聯在1969年11月5日由蘇聯最高蘇維埃主席團頒令設立的一種紀念章，以紀念弗拉基米爾‧伊里奇‧列寧誕辰一百週年。

## 頒授情況
弗拉基米爾‧伊里奇‧列寧誕辰一百週年獎章分為三個類別：英勇勞動、軍事英勇及外國領袖，分別頒授予不同人士。三個類別的紀念章在其全稱略有不同，紀念章背面的設計也有分別。

### 忘我勞動
忘我勞動－弗拉基米爾‧伊里奇‧列寧誕辰一百週年奖章（俄语：Юбилейная медаль «За доблестный труд - В ознаменование 100-летия со дня рождения Владимира Ильича Ленина»）的頒授對象為技術良好的高級工人和農民、國家經濟的專家、公共機構和公共組織的員工，以及科學家與文化界人士。其頒授條件如下：
- 在工作表現中出最高的模範水平。
- 積極參與成立蘇維埃政權的鬥爭。
- 積極參與保衛蘇維埃祖國。
- 在蘇聯社會主義建設中作出顯著的貢獻。
- 透過切身的例子及社會活動，幫助蘇聯共產黨教育年輕一代。

### 軍事英勇
軍事英勇－弗拉基米爾‧伊里奇‧列寧誕辰一百週年奖章（俄语：Юбилейная медаль «За воинскую доблесть - В ознаменование 100-летия со дня рождения Владимира Ильича Ленина»）的頒授對象為蘇聯武裝力量（包括陸軍、海軍、空軍等軍種及兵種）、內務人民委員部屬下內務部隊和克格勃屬下國家安全部隊的官兵。其頒授條件如下：
- 在軍事和政治訓練中成績優異。

- 在管理部隊及維持戰備狀態中表現良好。

### 外國領袖
弗拉基米爾‧伊里奇‧列寧誕辰一百週年紀念章的頒授對象為國際共产主义运动及工人運動的外國領袖和活躍分子。這種紀念章並沒有加上用於顯示其頒授對象的前缀。

## 紀念章樣式
弗拉基米爾‧伊里奇‧列寧誕辰一百週年奖章的主體為一個直徑32mm的黃銅製圓形獎章。三個類別的紀念章均有著同樣的基本設計。
在其經過消光处理的正面，為一個面朝左側的弗拉基米爾‧伊里奇‧列寧頭像，頭像下方為刻有「1870 - 1970」，顯示列寧誕辰一百週年。
獎章背面的中央是分為四行的俄文铭文：「為了紀念 V.I.列寧誕辰一百週年」（俄语：«В ОЗНАМЕНОВАНИЕ 100-ЛЕТИЯ СО ДНЯ РОЖДЕНИЯ В. И. ЛЕНИНА»）铭文的上方為錘子與鐮刀標誌；下方為一顆小五角星。
基於紀念章類別的不同，錘子與鐮刀標誌上方的文字也各有不同。頒授予平民的「忘我勞動」紀念章沿著圓周刻有「為了忘我的勞動」（俄语：«ЗА ДОБЛЕСТНЫЙ ТРУД»）；頒授予軍事人員的「軍事英勇」紀念章則刻有「為了軍事的英勇」（俄语：«ЗА ВОИНСКУЮ ДОБЛЕСТЬ»）。至於頒授予外國人士的紀念章，則無以上文字。
此紀念章配有29mm闊、25mm高的長方形上掛，覆以紅色授帶。授帶上兩側各有一道闊2mm的黃色豎條紋，中央為兩道闊1mm的黃色豎條紋，間隔2mm。上掛與章體以一個金屬圓環相連。
| 正面（通用） | 背面（忘我勞動） | 背面（軍事英勇） | 背面（外國領袖） |
| ------------ | ---------------- | ---------------- | ---------------- |
|              |                  |                  |                  |

## 紀念章的佩戴
弗拉基米爾‧伊里奇‧列寧誕辰一百週年奖章佩戴於左胸。如遇其他蘇聯勳章和獎章時，須將此獎章佩戴於蘇聯英雄金星獎章及社會主義勞動英雄錘子與鐮刀獎章之下，其他勳章和獎章之上。
如不佩戴此獎章，可佩戴此章的章略。章略則佩戴於勞動優秀獎章之下。

如果佩戴了其它俄羅斯聯邦勳章或獎章，則後者具有優先權。

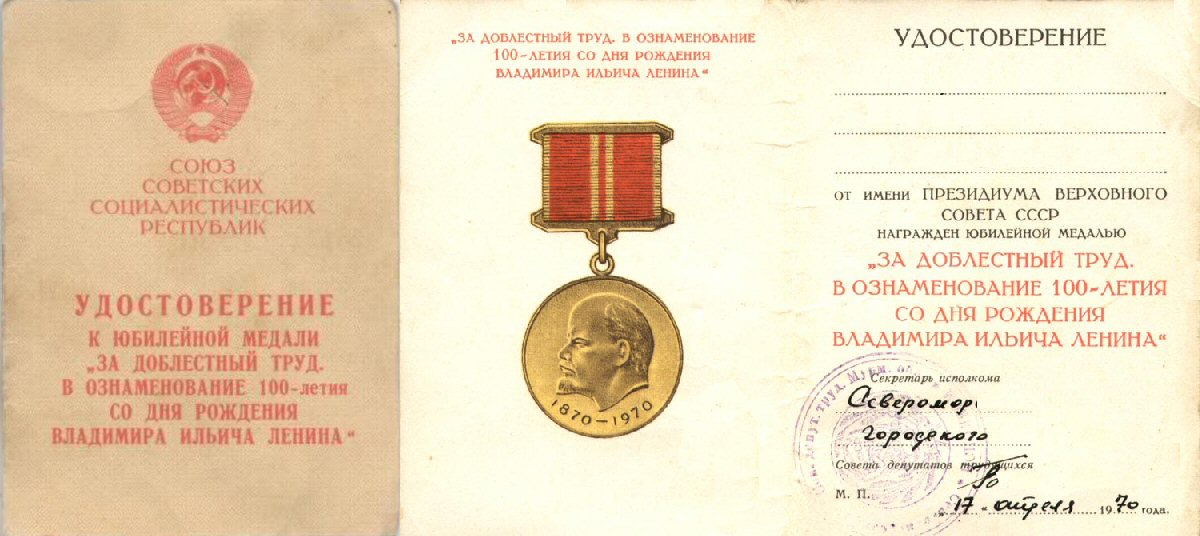
英勇勞動－列寧誕辰一百週年紀念章的證書 （封面及內頁）

## 獲獎者

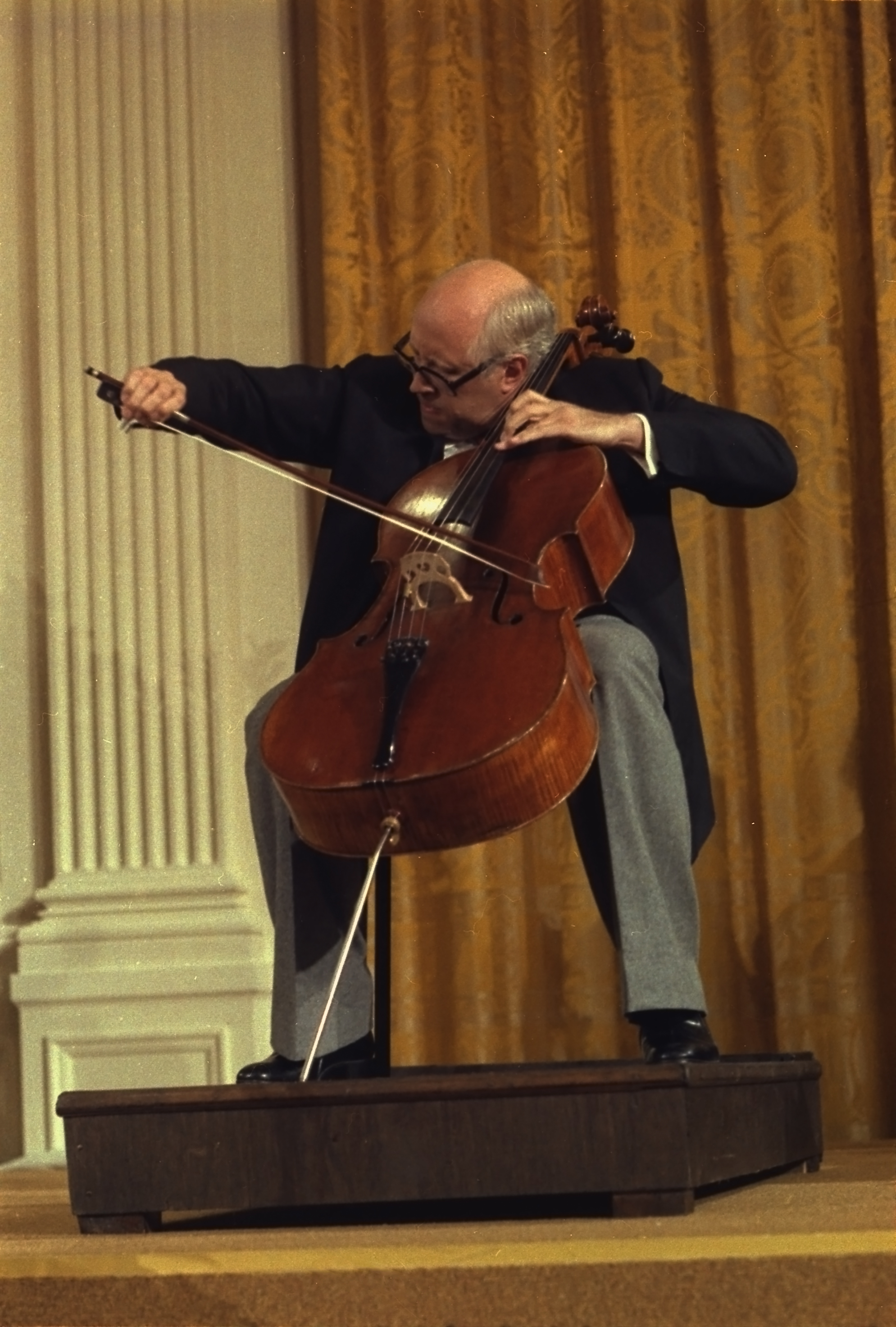
大提琴家姆斯蒂斯拉夫·列奥波尔多维奇·罗斯特罗波维奇，忘我勞動－弗拉基米爾‧伊里奇‧列寧誕辰一百週年紀念獎章的獲獎者。

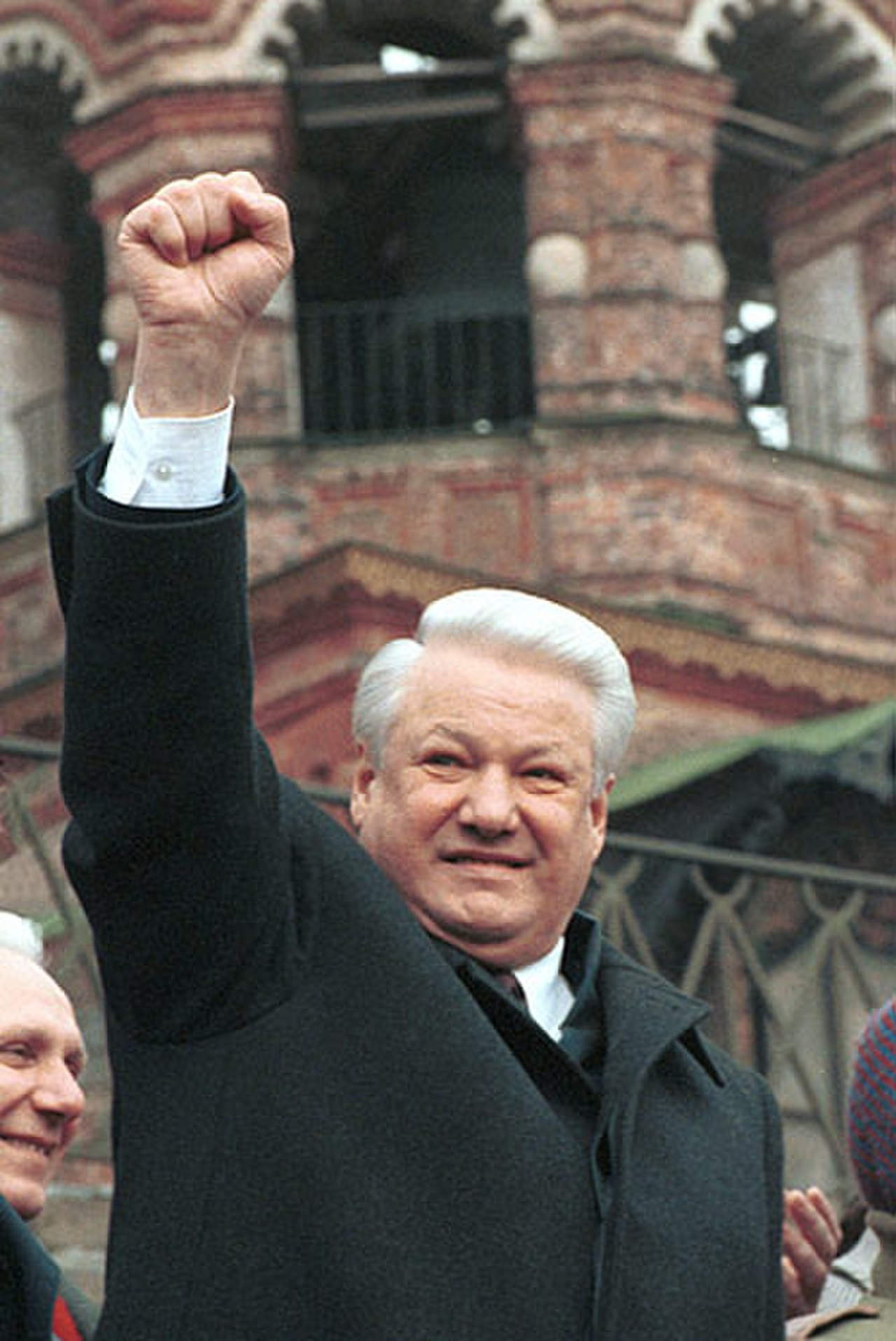
俄羅斯總統鮑利斯·尼古拉耶維奇·葉利欽，忘我勞動－弗拉基米爾‧伊里奇‧列寧誕辰一百週年紀念獎章的獲獎者。

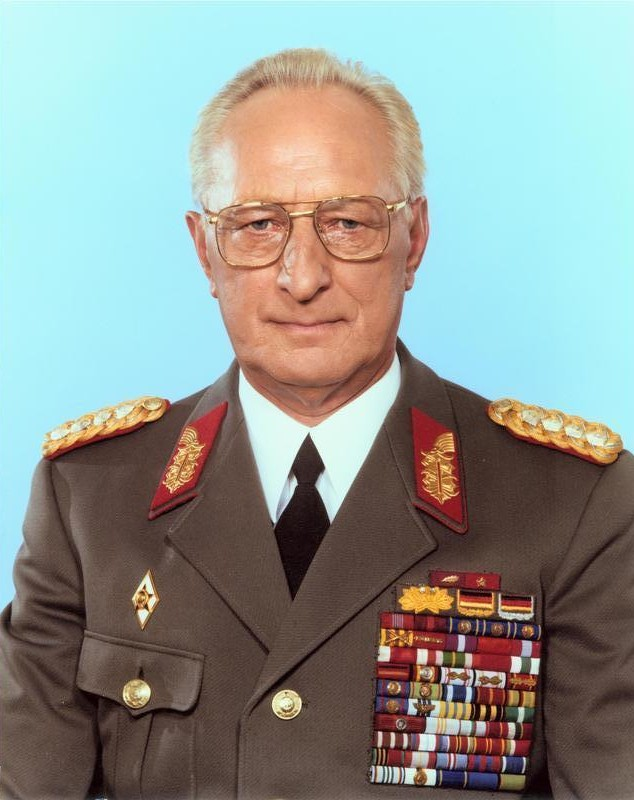
東德国家人民军大將海因茨·科斯勒，弗拉基米爾‧伊里奇‧列寧誕辰一百週年紀念獎章（外國領袖）獲獎者。

以下為部分列寧誕辰一百週年奖章的獲獎者：

### 蘇聯獲獎者－忘我勞動（部分）
- 姆斯蒂斯拉夫·列奥波尔多维奇·罗斯特罗波维奇：大提琴家及指揮家
- 亚历山大·米哈伊洛维奇·普罗霍罗夫：物理學家
- 维克托·斯捷潘诺维奇·切尔诺梅尔金：俄羅斯總理
- 米哈伊尔·叶菲莫维奇·弗拉德科夫：俄羅斯總理
- 丽玛·费奥多罗芙娜·卡扎科娃（英语：Rimma Kazakova）：詩人
- 維塔利·伊萬諾維奇·謝瓦斯季亞諾夫（英语：Vitaly Sevastyanov）：蘇聯宇航员
- 弗拉基米尔·谢尔盖耶维奇·伊留申：中將、試飛員
- 弗拉基米尔·伊万诺维奇·多尔吉赫：蘇聯共產黨書記局成員
- 卡米爾·伊斯赫柯夫（英语：Kamil Iskhakov）：俄羅斯總統駐遠東地區代表
- 奧爾加·列佩申斯卡婭：芭蕾舞者
- 鲍里斯·尼古拉耶维奇·叶利钦：俄羅斯聯邦首任總統

### 蘇聯獲獎者－軍事英勇（部分）

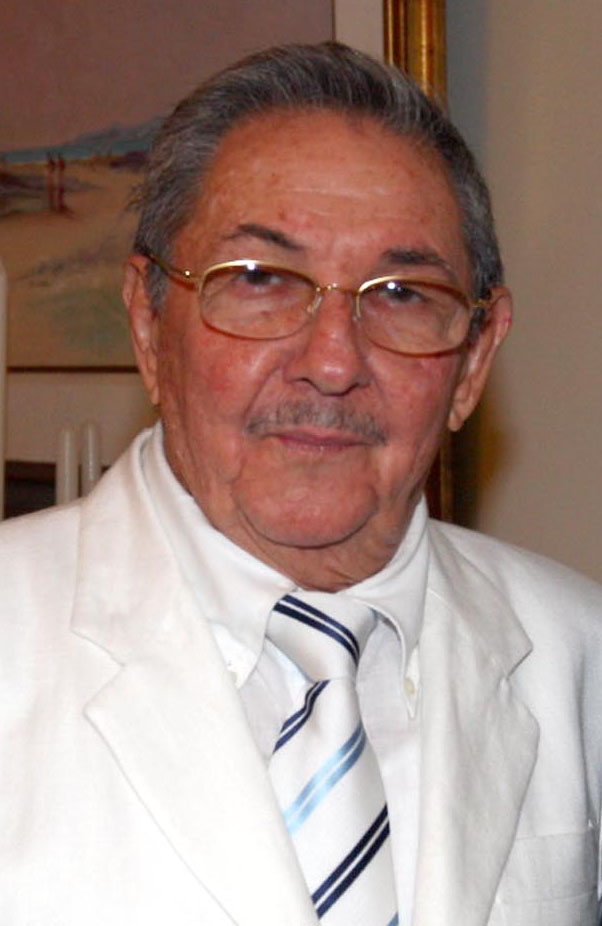
古巴国务委员会主席劳尔·卡斯特罗，弗拉基米爾‧伊里奇‧列寧誕辰一百週年紀念獎章（外國領袖）獲獎者。

- 格奥尔基·康斯坦丁诺维奇·朱可夫：蘇聯元帥、蘇聯國防部部長
- 瓦西里·扎伊采夫：上尉、蘇聯陸軍著名狙擊手
- 德米特里·費奧多羅維奇·烏斯季諾夫：蘇聯元帥、蘇聯國防部部長
- 亞歷山大·伊萬諾維奇·波克雷什金：空軍元帥、王牌飛行員
- 瓦西里·伊万诺维奇·崔可夫：蘇聯元帥、蘇聯陸軍總司令
- 亚历山大·米哈伊洛维奇·华西列夫斯基：蘇聯元帥、蘇聯武裝力量部部長
- 伊萬·伊格納季耶維奇·雅庫鮑斯基：蘇聯元帥、華沙公約組織聯合武裝部隊最高司令
- 伊萬·斯捷潘諾維奇·科涅夫：蘇聯元帥、華沙公約組織聯合武裝部隊最高司令
- 彼得·基里洛維奇·科舍沃伊：蘇聯元帥、苏军驻德集群司令
- 弗拉基米尔·菲利波维奇·特里布茨（英语：Vladimir_Tributs）：海軍上將
- 雅科夫·古尔耶维奇·波丘派洛：海军上将
- 謝苗·米哈伊洛維奇·布瓊尼：蘇聯元帥

### 外國獲獎者（部分）
- 沃依切赫·雅鲁泽尔斯基：陸軍大將、波蘭人民共和國總統
- 斯坦尼斯·波普拉夫斯基（英语：Stanislav Poplavsky）：陸軍大將、波兰人民军陆军司令
- 劳尔·卡斯特罗：古巴共和國最高領導人
- 埃里希·梅尔克：国家人民军大將、德意志民主共和國國家安全部部長
- 瓦爾特·烏布利希：德意志民主共和國統一社會黨總書記
- 海因茨·科斯勒（英语：Heinz Kessler）：国家人民军大將、德意志民主共和國國防部長
- 安吉拉·戴维斯：美國共產黨和黑豹黨的領導人

## 外部連結
- Legal Library of the USSR （页面存档备份，存于）